# 46. ceremonia wręczenia nagród Brytyjskiej Akademii Filmowej
46. ceremonia rozdania nagród Brytyjskiej Akademii Sztuk Filmowych i Telewizyjnych.
 Najwięcej statuetek (3) otrzymał film Roztańczony buntownik.

## Nominacje
Laureaci oznaczeni są wytłuszczeniem

### Najlepszy film
- Ismail Merchant, James Ivory – Powrót do Howards End
- Clint Eastwood – Bez przebaczenia
- Stephen Woolley, Neil Jordan – Gra pozorów
- David Brown, Michael Tolkin, Nick Wechsler, Robert Altman – Gracz
- Tristram Miall, Baz Luhrmann – Roztańczony buntownik

### Najlepszy film zagraniczny
- Fu-Sheng Chiu, Zhang Yimou – Zawieście czerwone latarnie
- Marc Caro, Claudie Ossard, Jean-Pierre Jeunet – Delicatessen
- Artur Brauner, Margaret Ménégoz, Agnieszka Holland – Europa, Europa
- Christian Fechner, Leos Carax – Kochankowie na moście

### Najlepszy aktor
- Robert Downey Jr. − Chaplin
- Daniel Day-Lewis − Ostatni Mohikanin
- Stephen Rea − Gra pozorów
- Tim Robbins − Gracz

### Najlepsza aktorka
- Emma Thompson − Powrót do Howards End
- Judy Davis − Mężowie i żony
- Tara Morice − Roztańczony buntownik
- Jessica Tandy − Smażone zielone pomidory

### Najlepszy aktor drugoplanowy
- Gene Hackman − Bez przebaczenia
- Jaye Davidson − Gra pozorów
- Tommy Lee Jones − JFK
- Samuel West − Powrót do Howards End

### Najlepsza aktorka drugoplanowa
- Miranda Richardson − Skaza
- Kathy Bates − Smażone zielone pomidory
- Helena Bonham Carter − Powrót do Howards End
- Miranda Richardson − Gra pozorów

### Najlepsza reżyseria
- Robert Altman − Gracz
- Clint Eastwood − Bez przebaczenia
- James Ivory − Powrót do Howards End
- Neil Jordan − Gra pozorów

### Najlepszy scenariusz oryginalny
- Woody Allen − Mężowie i żony
- David Webb Peoples − Bez przebaczenia
- Neil Jordan − Gra pozorów
- Peter Chelsom, Adrian Dunbar − Wysłuchaj mej pieśni

### Najlepszy scenariusz adaptowany
- Michael Tolkin − Gracz
- Oliver Stone, Zachary Sklar − JFK
- Ruth Prawer Jhabvala − Powrót do Howards End
- Baz Luhrmann, Craig Pearce − Roztańczony buntownik

### Najlepsze zdjęcia
- Dante Spinotti − Ostatni Mohikanin
- Jack N. Green − Bez przebaczenia
- Tony Pierce-Roberts − Powrót do Howards End
- Freddie Francis − Przylądek strachu

### Najlepsze kostiumy
- Angus Strathie, Catherine Martin − Roztańczony buntownik
- John Mollo, Ellen Mirojnick − Chaplin
- Elsa Zamparelli − Ostatni Mohikanin
- Jenny Beavan, John Bright − Powrót do Howards End

### Najlepszy dźwięk
- Tod A. Maitland, Wylie Stateman, Michael D. Wilhoit, Michael Minkler, Gregg Landaker − JFK
- Alan Robert Murray, Walter Newman, Rob Young, Les Fresholtz, Vern Poore, Rick Alexander − Bez przebaczenia
- Simon Kaye, Lon Bender, Larry Kemp, Paul Massey, Doug Hemphill, Mark Smith, Chris Jenkins − Ostatni Mohikanin
- Antony Gray, Ben Osmo, Roger Savage, Ian McLoughlin, Phil Judd − Roztańczony buntownik

### Najlepszy montaż
- Joe Hutshing, Pietro Scalia − JFK
- Geraldine Peroni − Gracz
- Andrew Marcus − Powrót do Howards End
- Thelma Schoonmaker − Przylądek strachu
- Jill Bilcock − Roztańczony buntownik

### Najlepsze efekty specjalne
- Michael Lantieri, Ken Ralston, Alec Gillis, Tom Woodruff Jr., Doug Chiang, Douglas Smythe − Ze śmiercią jej do twarzy
- Richard Edlund, George Gibbs, Alec Gillis, Tom Woodruff Jr. − Obcy 3
- Randy Fullmer − Piękna i Bestia
- Boyd Shermis, John Frazier, Ron Brinkmann, Richard E. Hollander − Powrót Batmana

### Najlepsza muzyka
- David Hirschfelder − Roztańczony buntownik
- Trevor Jones, Randy Edelman − Ostatni Mohikanin
- Alan Menken, Howard Ashman − Piękna i Bestia
- John Altman − Wysłuchaj mej pieśni

### Najlepsza charakteryzacja
- Peter Robb-King − Ostatni Mohikanin
- Wally Schneiderman, Jill Rockow, John Caglione Jr. − Chaplin
- Ve Neill, Stan Winston − Powrót Batmana
- Christine Beveridge − Powrót do Howards End

### Najlepsza scenografia
- Catherine Martin − Roztańczony buntownik
- Stuart Craig − Chaplin
- Wolf Kroeger − Ostatni Mohikanin
- Luciana Arrighi − Powrót do Howards End

### Najlepszy brytyjski film - Nagroda im. Alexandra Kordy
- Stephen Woolley, Neil Jordan – Gra pozorów

## Podsumowanie
Laureaci

Nagroda / Nominacja
- 3 / 8 – Roztańczony buntownik
- 2 / 4 – JFK
- 2 / 5 – Gracz
- 2 / 7 – Ostatni Mohikanin
- 2 / 11 – Powrót do Howards End
- 1 / 2 – Mężowie i żony
- 1 / 4 – Chaplin
- 1 / 6 – Bez przebaczenia
- 1 / 7 – Gra pozorów

Przegrani
- 0 / 2 – Smażone zielone pomidory
- 0 / 2 – Wysłuchaj mej pieśni
- 0 / 2 – Przylądek strachu
- 0 / 2 – Powrót Batmana
- 0 / 2 – Piękna i Bestia